# 6868 Seiyauyeda
6868 Seiyauyeda è un asteroide della fascia principale del diametro medio di circa 15,04 km. Scoperto nel 1992, presenta un'orbita caratterizzata da un semiasse maggiore pari a 2,6590527 UA e da un'eccentricità di 0,1518656, inclinata di 3,37595° rispetto all'eclittica.